# 한국주조공학회
한국주조공학회는 사회일반이익에 기여하기 위하여 주조분야의 학술 및 기술을 향상시키고, 산업진흥에 공헌함을 목적으로 1977년 3월 7일 설립허가된 대한민국 미래창조과학부 소관의 사단법인이다. 사무실은 150-800 서울특별시 영등포구 당산동1가 131에 있다.